# Classe Shōkaku
A Classe Shōkaku (翔鶴型) foi uma classe de porta-aviões operados pela Marinha Imperial Japonesa, composta pelo Shōkaku e Zuikaku. Suas construções começaram em 1937 e 1938 no Arsenal Naval de Yokosuka e na Kawasaki, sendo lançados ao mar em 1939 e comissionados na frota em 1941. Eles foram encomendados em 1937 e foram os primeiros porta-aviões japoneses construídos sem as limitações do Tratado Naval de Washington. O objetivo de projeto era construir embarcações superiores a suas contrapartes estrangeiras, possuindo uma capacidade elevada de aeronaves, bom armamento e alta velocidade. Os projetistas escolheram construir uma versão modificada do predecessor Hiryū.
Os dois porta-aviões da Classe Shōkaku podiam carregar até 72 aeronaves. Tinham um comprimento de fora a fora de 257 metros, boca de 29 metros, calado de nove metros e um deslocamento carregado de pouco mais de 32 mil toneladas. Seus sistemas de propulsão eram compostos por oito caldeiras que alimentavam quatro conjuntos de turbinas a vapor, que por sua vez giravam quatro hélices até uma velocidade máxima de 34 nós (63 quilômetros por hora). Eram armados com uma bateria antiaérea formada por dezesseis canhões de 127 milímetros e 36 canhões de 25 milímetros. Os navios também possuíam um pequeno cinturão de blindagem que tinha entre 46 a 165 milímetros de espessura.
Os navios participaram de praticamente todas as grandes operações navais japonesas na Segunda Guerra Mundial. No início do conflito, estiveram presentes no Ataque a Pearl Harbor, em um ataque contra o Oceano Índico e na Batalha do Mar de Coral; nesta última, o Shōkaku foi seriamente danificado e o Zuikaku perdeu a maioria de suas aeronaves, assim ambos ficaram de fora da Batalha de Midway. Depois disso participaram da Campanha de Guadalcanal e passaram a maior parte de 1943 navegando entre bases. O Shōkaku foi afundado em junho de 1944 depois de ser torpedeado na Batalha do Mar das Filipinas, enquanto o Zuikaku foi afundado em outubro durante a Batalha do Golfo de Leyte.

## Desenvolvimento
A Classe Shōkaku foi encomendada em 1937 como parte do 3º Programa de Suplemento de Armamentos Navais. A Marinha Imperial Japonesa nesta altura não estava mais restrita pelas provisões estabelecidas pelo Tratado Naval de Washington de 1922, que tinha expirado em dezembro de 1936, e contava com menos limitações orçamentárias, assim procurou alcançar uma superioridade qualitativa sobre suas contrapartes estrangeiras. O Estado-Maior Geral da Marinha baseou-se nas experiências com seus porta-aviões anteriores e elaborou exigências ambiciosas para os novos navios, estabelecendo que deveriam igualar a capacidade de 96 aeronaves do Akagi e Kaga, a velocidade do Hiryū e o armamento do Kaga. As novas embarcações também deveriam ter uma blindagem e autonomia superiores a quaisquer porta-aviões existentes na época.
A Seção de Projeto Básico do Departamento Técnico da Marinha decidiu por um projeto baseado no Hiryū mas ampliado e melhorado, colocando sua superestrutura a bombordo à meia-nau. Entretanto, o Departamento Técnico Aeronaval começou a ter dúvidas sobre a localização da superestrutura depois do início das construções, pois achava que o posicionamento a bombordo da superestrutura no Akagi e Hiryū tivera um impacto adverso no fluxo de ar sobre o convés de voo. Outro problema identificado era que a posição à meia-nau reduzia a área disponível para pouso, o que poderia ser problemático no futuro à medida que as velocidades de pouso das aeronaves cresciam junto com seu peso. O Departamento Técnico Aeronaval filmou centenas de decolagens do Akagi entre outubro e novembro de 1938 com o objetivo de verificar essas presunções, decidindo por fim mudar a superestrutura para estibordo e mais para vante, aproximadamente um terço do comprimento do navio a partir da proa. O Shōkaku estava com a construção mais avançada nessa altura e a estrutura de suporte da superestrutura já tinha sido construída no casco; acabou sendo decidido deixar essa estrutura no lugar em vez de reconstruí-la porque isto iria atrasar a finalização. Outras alterações que foram feitas por conta dessa mudança incluíram o alargamento do convés de voo em um metro no lado oposto da superestrutura e um estreitamento correspondente de cinquenta centímetros a estibordo, além da adição de um lastro de cem toneladas a bombordo para equilibrar o navio.

## Projeto

### Características

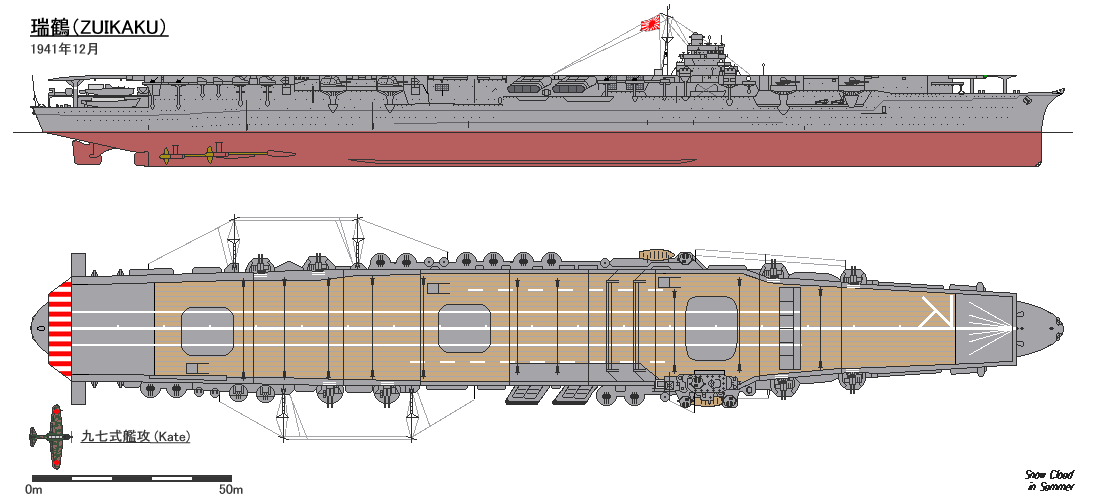
Desenho do Zuikaku em 1941

Os navios da Classe Shōkaku tinham 257,5 metros de comprimento de fora a fora, uma boca de 29 metros, um calado máximo de 9,32 metros e uma profundidade moldada de 23 metros. O deslocamento carregado era de 32 105 toneladas. Os dois porta-aviões foram equipados com proas bulbosas e dois lemes, estes posicionados na linha central atrás das hélices, por conta de pesquisas hidrodinâmicas realizadas durante o projeto dos couraçados da Classe Yamato. Suas tripulações consistiam em 1 660 homens, dividida em 75 oficiais, 56 oficiais de serviço especial, 71 subtenentes e 1 458 suboficiais e marinheiros; estes números não incluem o grupo aéreo.
Seus sistemas de propulsão consistiam em quatro conjuntos de turbinas a vapor Kampon, cada um girando uma hélice de 4,2 metros de diâmetro. O vapor era produzido em oito caldeiras de tubos d'água Tipo Kampon Modelo B que normalmente funcionavam a uma pressão de trinta quilogramas forças por centímetro quadrado (2 942 quilopascais). Este sistema foi projetado para ter uma potência indicada de 163,2 mil cavalos-vapor (120 mil quilowatts) para uma velocidade máxima de 34,5 nós (63,9 quilômetros por hora). Este era o sistema mais poderoso em serviço na Marinha Imperial, sendo 10,2 e 8,1 mil cavalos-vapor (7,5 e seis mil quilowatts) mais potente do que aqueles da Classe Yamato e dos cruzadores pesados da Classe Mogami, respectivamente. Os navios alcançaram velocidades de 34,37 a 34,58 nós (63,65 a 64,04 quilômetros por hora) a partir de 163 567 a 170 476 cavalos-vapor (120 270 a 125 350 quilowatts) durante seus testes marítimos. Podiam carregar até cinco mil toneladas de óleo combustível, o que proporcionava uma autonomia de 9,7 mil milhas náuticas (dezoito mil quilômetros) a uma velocidade de dezoito nós (33 quilômetros por hora). A fumaça da exaustão das caldeiras era canalizada para duas chaminés que ficavam a estibordo à meia-nau abaixo do convés de voo e curvadas para baixo. A energia elétrica a bordo era produzida por três turbogeradores de seiscentos quilowatts e dois geradores a diesel de 350 quilowatts, todos operando a 225 volts.

### Convés e hangares

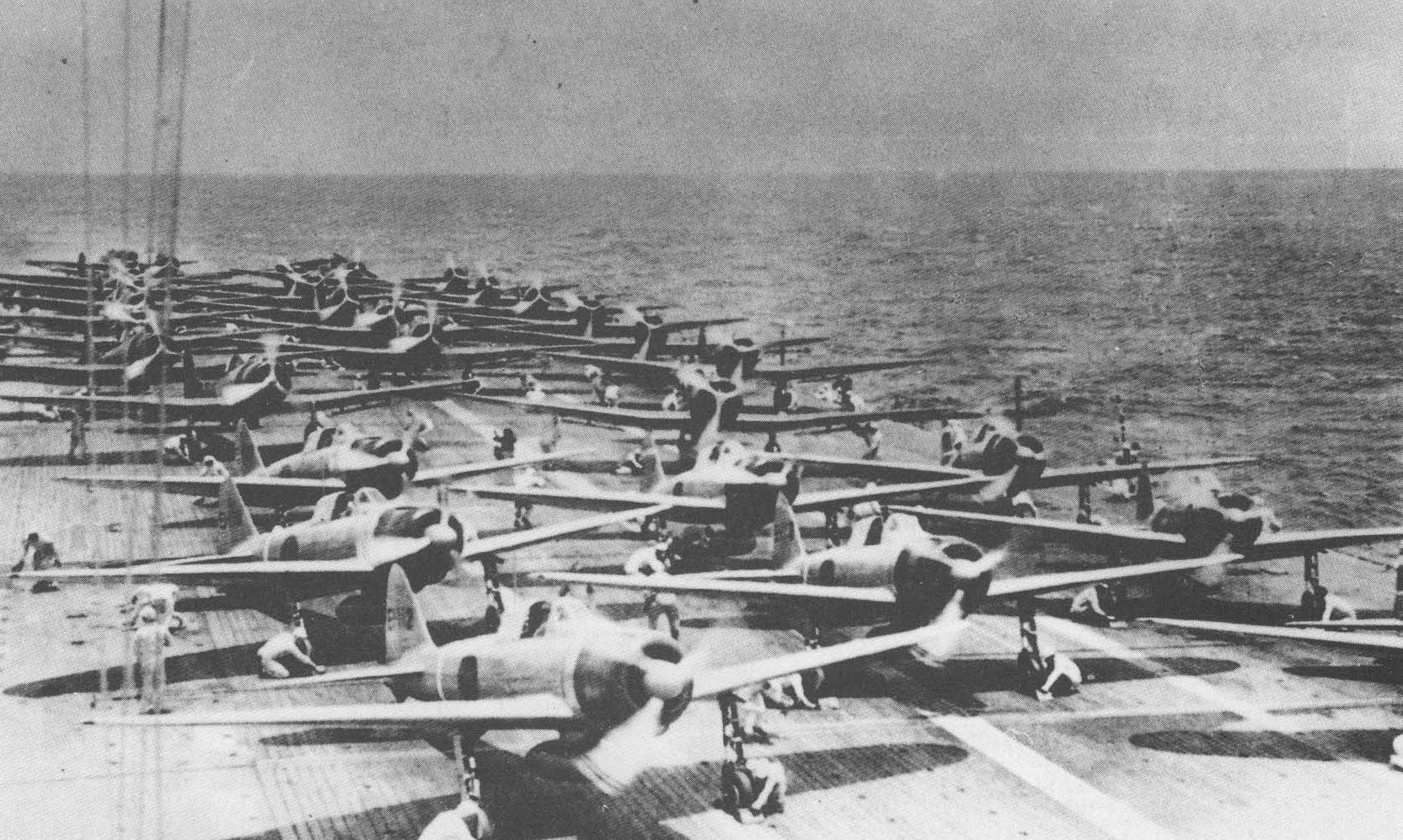
Aeronaves do Shōkaku no convés de voo sendo preparadas para decolagem

O convés de voo da Classe Shōkaku tinha 242,2 metros de comprimento e uma largura máxima de 29 metros, estendendo-se sobre o casco nas duas extremidades e apoiado em pilares. Dez cabos de detenção transversais foram instalados no convés e podiam parar aeronaves de até quatro toneladas. Caso um avião errasse todos os cabos, ele poderia ser parado por um de três barricadas. Espaço e peso foram reservados para duas catapultas, mas seu desenvolvimento não foi finalizado antes das embarcações afundarem. Tinham dois hangares sobrepostos: o hangar superior tinha duzentos metros de comprimento e uma largura que variava entre 18,5 e 24 metros, enquanto o hangar inferior era aproximadamente vinte metros mais curto e tinha uma largura entre 17,5 e vinte metros. O hangar superior tinha 4,85 metros de altura e o inferior 4,7 metros, sendo este utilizável apenas para os caças. Juntos tinham uma aérea total de 5 545 metros quadrados. Cada hangar podia ser subdividido por cinco ou seis cortinas e eram equipados nas duas laterais com dispensadores de espuma de combate a incêndio. O hangar inferior também tinha um sistema de combate a incêndio de dióxido de carbono. Cada subdivisão tinha duas estações fechadas e blindadas para controlar as cortinas e o equipamento de combate a fogo.
As aeronaves eram transportadas entre os hangares e o convés de voo por três elevadores que demoravam quinze segundos para irem do hangar inferior ao convés de voo. O elevador de vante era maior dos três e media treze por dezesseis metros, com sua intenção sendo permitir que aviões que tivessem acabado de pousar pudessem ser levados aos hangares sem a necessidade de dobrarem as asas. Os outros elevadores eram mais estreitos e tinham treze por doze metros. Os porta-aviões também tinham um guindaste instalado a estibordo do convés de voo, ao lado do terceiro elevador. Dobrado este guindaste ficava nivelado com o convés de voo.
A Classe Shōkaku foi projetada para ter um grupo aéreo de 96 aeronaves, incluindo 24 na reserva. Foi concebido que estes seriam doze caças Mitsubishi A5M, 24 bombardeiros de mergulho Aichi D1A2, 24 torpedeiros Mitsubishi B5M e doze aeronaves de reconhecimento Nakajima C3N. Todos estes aviões foram cancelados ou substituídos por aeronaves mais modernas enquanto os navios estavam sendo construídos, assim ao entrarem o serviço o grupo aéreo era de dezoito caças Mitsubishi A6M Zero, 27 bombardeiros de mergulho Aichi D3A e 27 torpedeiros Nakajima B5N. Além disso, dois Zeros, cinco D3As e cinco B5Ns eram levados como sobressalentes para um total de 84 aeronaves.

### Armamento

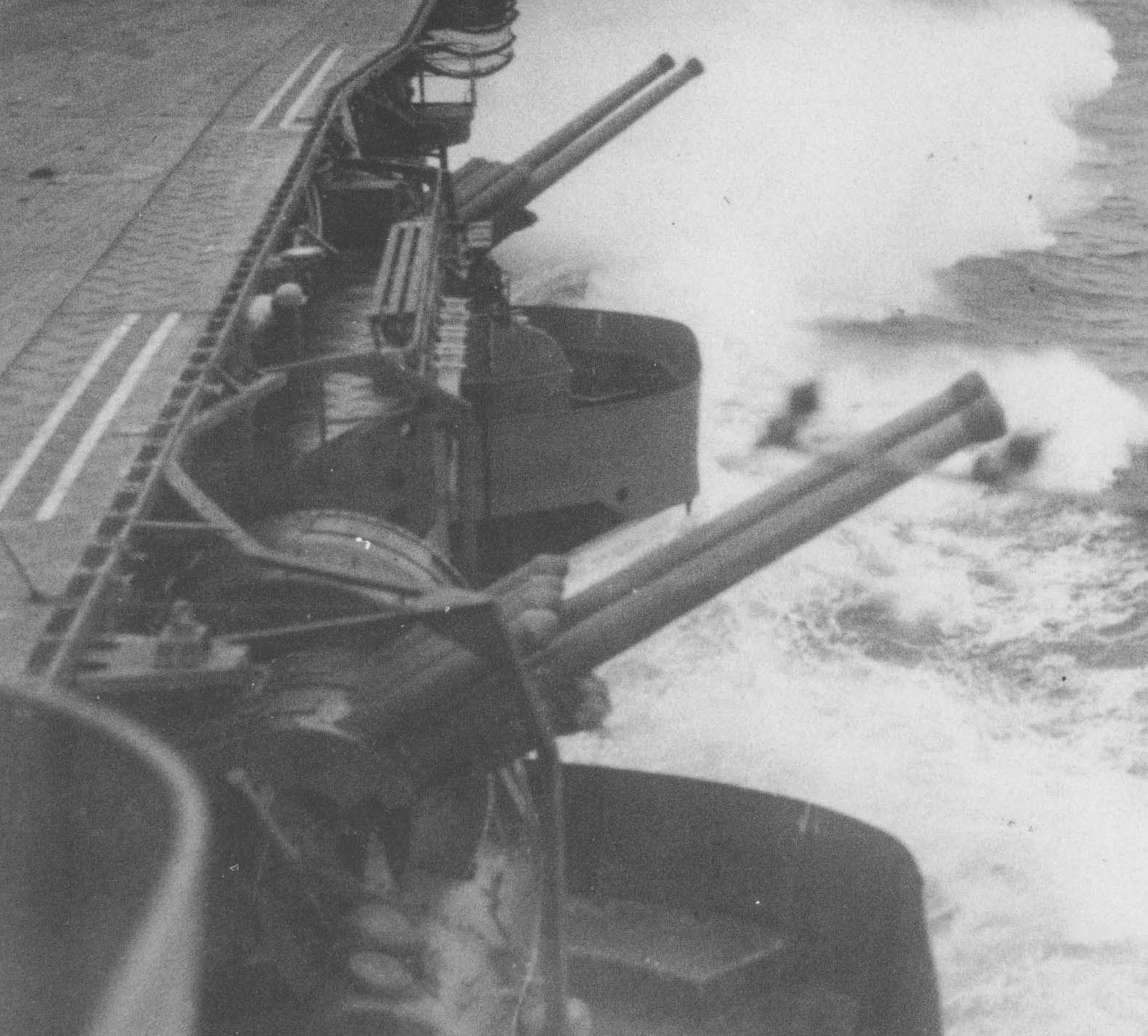
Duas montagens duplas de armas antiaéreas de 127 milímetros do Zuikaku

A bateria antiaérea pesada consistia em dezesseis canhões de duplo-propósito Tipo 89 calibre 40 de 127 milímetros arranjados em montagens duplas em plataformas projetadas da lateral do casco, quatro de cada lado, dois pares à vante e dois à ré. Estas armas tinham um alcance máximo de 14,7 quilômetros e uma altura máxima de disparo de 9,44 quilômetros a uma elevação de noventa graus. Sua cadência de tiro máxima era de catorze disparos por minuto, porém sua cadência de tiro sustentada era de aproximadamente oito disparos por minuto. Haviam quatro diretórios de controle de disparo Tipo 94 a fim de controlarem os canhões de 127 milímetros, um para cada duas montagens, porém o diretório que ficava na superestrutura era capaz de controlar todos os canhões.
O armamento antiaéreo leve era de 36 canhões Tipo 96 de 25 milímetros, uma produção licenciada da francesa Hotchkiss, instalados em doze montagens triplas, seis de cada lado do convés de voo. Esta era a arma antiaérea leve padrão japonesa durante a Segunda Guerra Mundial, porém ela sofria de sérios problemas de projeto que a deixavam praticamente ineficiente. Segundo o historiador Mark Stille, a arma tinha muitas falhas incluindo a incapacidade de "lidar com alvos em alta velocidade porque não podiam virar e elevar rápido o bastante manualmente ou por energia, suas miras eram inadequadas para alvos de alta velocidade, possuía uma vibração e choque de disparo excessivos". Os canhões tinham um alcance efetivo de 1,5 a três quilômetros e um teto efetivo de 5,5 quilômetros a uma elevação de 85 graus. Sua cadência de tiro efetiva máxima era de 110 a 120 disparos por minuto por causa da frequente necessidade de trocar os cartuchos de munição, que tinham apenas quinze projéteis cada. As armas eram controladas por seis diretórios Tipo 95, um para cada duas montagens.
O Shōkaku e Zuikaku tiveram seu armamento antiaéreo fortalecido em junho de 1942 com mais dezoito canhões de 25 milímetros em seis montagens triplas; duas destas montagens foram colocadas na proa, duas colocadas na popa e uma em cada extremidade da superestrutura. Os grupos da proa e popa receberam cada um diretório Topo 95. Mais uma montagem tripla de 25 milímetros foi instalada na proa e outra na popa em outubro do mesmo ano, enquanto dez montagens únicas foram adicionadas antes da Batalha do Mar das Filipinas em junho de 1944. O armamento do Zuikaku foi reforçado depois disso com mais 26 canhões de 25 milímetros em montagens únicas, elevando o total destas armas para 96, sendo destas sessenta em montagens triplas e 36 em únicas. Oito lançadores de foguete com 28 foguetes cada um também foram adicionados. Cada foguete tinha doze centímetros, pesava 22,5 quilogramas, tinha uma velocidade máxima de duzentos metros por segundo e um alcance máximo de 4,8 quilômetros.
O Shōkaku se tornou em setembro de 1942 o primeiro porta-aviões da Marinha Imperial a ser equipado com um radar, que era um radar de aviso prévio Tipo 21 instalado no topo de sua superestrutura. Não se sabe exatamente quando o Zuikaku recebeu o seu, mas os dois navios foram equipados com um segundo Tipo 21 em uma instalação retrátil adjacente ao convés de voo após outubro daquele ano. Um radar de varredura aérea Tipo 13 foi instalado no pequeno mastro de tripé à ré da superestrutura antes de junho de 1944. A Classe Shōkaku também foi equipada com um hidrofone Tipo 91 na proa, porém este só era útil quando as embarcações ancoradas ou se movendo muito lentamente.

### Blindagem
A Classe Shōkaku tinha um cinturão principal de blindagem na linha de flutuação que era feito de aço de liga de cobre não cimentado e tinha 46 milímetros de espessura, cobrindo a maior parte do comprimento dos navios. Tinha 4,1 metros de altura, dos quais dois metros ficavam abaixo da linha de flutuação. Havia um cinturão inferior que era feito de aço Ducol e tinha cinquenta milímetros de espessura. Os depósitos de munição eram protegidos por 165 milímetros de aço não cimentado New Vickers inclinado em 25 graus, reduzindo-se nas extremidades para uma espessura entre 55 e 75 milímetros. O convés de voo e os conveses dos dois hangares não tinham proteção e as salas de máquinas eram protegidas um convés blindado feito de aço de liga de cobre não cimentado de 65 milímetros. O convés blindado sobre os depósitos de munição era de aço New Vickers com 132 milímetros, enquanto sobre os tanques de gasolina de aviação era de 105 milímetros. Todos os conveses blindados ficavam em cima de uma camada de 25 milímetros de aço Ducol.
Os dois navios foram os primeiros porta-aviões da Marinha Imperial a incorporarem um sistema de defesa contra torpedos baseado em experimentos em miniaturas que tinham começado em 1935. Estes mostraram que um compartimento estreito preenchido por líquido era necessário para distribuir a força da detonação de um torpedo ou mina naval ao longo de uma antepara, espalhando-o por todo o comprimento da antepara e também parando estilhaços criados pelo detonação. Entre este compartimento e o parede externa do casco ficavam dois compartimentos que tinham a intenção de dissipar a força dos gases da detonação, incluindo o compartimento estanque do fundo duplo. Os dois compartimentos mais internos eram preenchidos com óleo combustível e substituídos por água a medida que o combustível era consumido. A antepara de torpedo em si era composta por uma placa Ducol externa de dezoito a trinta milímetros que ficava rebitada a uma placa de doze milímetros. A Marinha Imperial esperava que a antepara de torpedo fosse danificada em um ataque e assim uma uma antepara fina foi colocada um pouco mais para dentro com o objetivo de impedir que vazamentos chegassem nas áreas vitais dos navios.

## Navios
| Navio          | Construtor                | Batimento              | Lançamento             | Comissionamento        | Destino                           |
| -------------- | ------------------------- | ---------------------- | ---------------------- | ---------------------- | --------------------------------- |
| Shōkaku (翔鶴) | Arsenal Naval de Yokosuka | 12 de dezembro de 1937 | 1º de junho de 1939    | 8 de agosto de 1941    | Afundado em 19 de junho de 1944   |
| Zuikaku (瑞鶴) | Kawasaki                  | 25 de maio de 1938     | 27 de novembro de 1939 | 25 de setembro de 1941 | Afundado em 25 de outubro de 1944 |

## Carreiras

### Primeiras ações

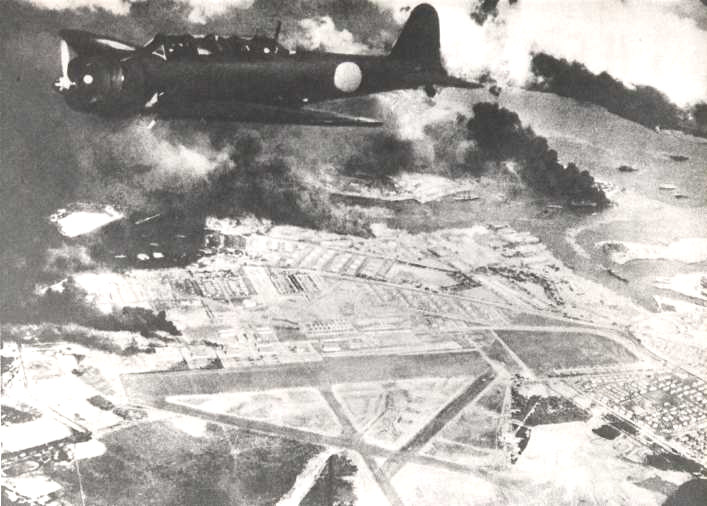
Um torpedeiro B5N do Zuikaku sobrevoando o Campo Hickam durante a segunda onda do Ataque a Pearl Harbor

O Shōkaku e Zuikaku foram designados para a recém criada Quinta Divisão de Porta-Aviões da 1ª Frota Aérea assim que entraram em serviço, imediatamente começando a se preparar o Ataque a Pearl Harbor. Seus aviadores, por conta da sua inexperiência, foram encarregados dos deveres menos complicados no ataque, a destruição de campos de pouso, em vez do ataque contra navios que ficou por conta dos grupos aéreos mais experientes dos porta-aviões mais antigos. Os dois contribuíram com doze Zeros e 54 D3As para a primeira onda de ataque na manhã de 7 de dezembro de 1941, com os bombardeiros atacando o Campo de Pouso Wheeler, o Campo Hickam e a Estação Aeronaval da Ilha Ford enquanto os caças metralharam a Estação Aérea da Baía Kaneohe. Apenas 54 B5Ns participaram da segunda onda, atacando a Ilha Ford, o Campo Hickam e a Baía Kaneohe de novo. A maior parte dos ataques da segunda onda foram contra os campos de pouso com os aviões do Shōkaku e Zuikaku, auxiliados pelos caças dos outros porta-aviões. Apenas um D3A do Shōkaku foi perdido na ação, enquanto 314 aeronaves estadunidenses foram danificadas ou destruídas.
A Quinta e Primeira Divisões, esta última formada pelo Akagi e Kaga, deram apoio em janeiro de 1942 para a invasão de Rabaul no Arquipélago de Bismarck enquanto o Japão movia-se para garantir seu perímetro defensivo sul contra ataques da Austrália. Aeronaves dos quatro porta-aviões atacaram a base australiana em Rabaul em 20 de janeiro. A Primeira Divisão continuou com os ataques contra a cidade enquanto a Quinta Divisão navegou para o oeste e atacou Lae e Salamaua na Nova Guiné. Deram cobertura para desembarques em Rabaul e Kavieng em 23 de janeiro e então foram para Truk no final do mês. A Marinha dos Estados Unidos realizou ataques aéreos com porta-aviões nas Ilhas Marshall e Gilbert em 1º de fevereiro, com a Classe Shōkaku sendo mantida no arquipélago japonês até meados de março com o objetivo de defendê-la contra quaisquer possíveis ataques estadunidenses.
Os dois porta-aviões se encontraram com o resto da 1ª Frota Aérea na Baía de Staring, nas Ilhas Celebes, em preparação para uma surtida no Oceano Índico. Seus grupos aéreos nesta altura tinham sido reorganizados e eram formados por 21 Zeros, D3As e B5Ns cada. A intenção japonesa era derrotar a Frota Oriental britânica e destruir seu poderio aéreo na região com o objetivo de garantir o flanco das suas operações na Birmânia. Aeronaves do Shōkaku e Zuikaku participaram de um ataque contra Colombo no Ceilão em 5 de abril. Navios civis tinham sido evacuados do porto no dia anterior, mas os japoneses mesmo assim afundaram um navio mercante armado e um contratorpedeiro, além de também danificarem seriamente várias instalações portuárias. A 1ª Frota Aérea voltou para o Ceilão quatro dias depois e atacou Trincomalee, com os aviões da Quinta Divisão afundando um cargueiro e danificando o monitor HMS Erebus. Enquanto isso, aeronaves de reconhecimento avistaram o porta-aviões HMS Hermes escoltado pelo contratorpedeiro HMAS Vampire, com todos os D3As disponíveis sendo lançados. Os do Shōkaku e Zuikaku foram os primeiros a atacar, com ambos os navios Aliados sendo afundados.

### Mar de Coral
A Quinta Divisão foi desviada para Truk no caminho de volta para o Japão com o objetivo de ajudar na planejada captura de Porto Moresby, na Nova Guiné. Os estadunidenses interceptaram e decodificaram as mensagens japonesas discutindo a operação, assim enviaram os porta-aviões USS Yorktown e USS Lexington para impedirem a invasão. Os japoneses iniciaram a operação em 3 de maio ao ocuparem Tulagi, nas Ilhas Salomão. Aeronaves estadunidenses avistaram três dias depois o porta-aviões rápido Shōhō escoltando os navios de transporte da principal força de invasão, com o Yorktown e Lexington indo para o oeste a fim se posicionarem para atacarem no dia seguinte.

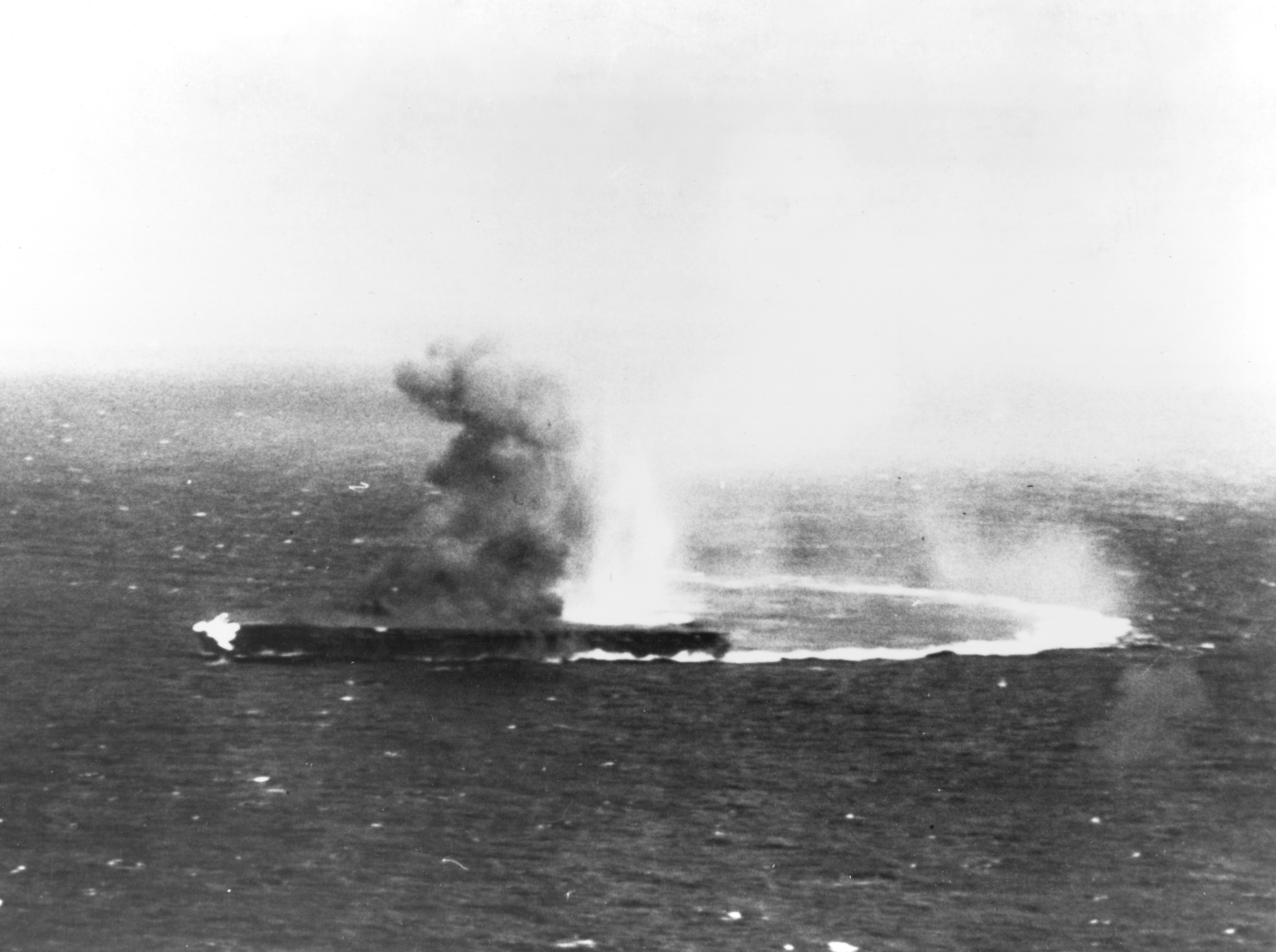
O Shōkaku danificado e sob ataque realizando manobras evasivas durante a Batalha do Mar de Coral

O Shōhō foi rapidamente localizado de novo na manhã de 7 de maio e afundado. Os japoneses avistaram o navio-tanque USS Neosho e o contratorpedeiro USS Sims, que foram erroneamente identificados como um porta-aviões e um cruzador rápido. O Shōkaku e Zuikaku lançaram um ataque em que o Sims foi afundado e o Neosho danificado seriamente a ponto de precisar ser deliberadamente afundado alguns dias depois, com um único torpedeiro tendo sido perdido. Os japoneses lançaram no fim da tarde um pequeno ataque aéreo sem caças de escolta baseados em um relato de avistamento errôneo. Os porta-aviões estadunidenses estavam muito mais próximos do que o esperado e no meio do caminho para seu alvo. As aeronaves foram detectadas por radar e uma patrulha de combate aéreo enviada para interceptá-los, com a maioria dos japoneses sendo abatidos e o ataque abortado. Alguns pilotos japoneses sobreviventes ficaram confusos na escuridão e tentaram verificar se os porta-aviões estadunidenses eram os seus antes de serem rechaçados.
Os dois lados se localizaram na manhã do dia 8 quase ao mesmo tempo e lançaram seus aviões por volta das 9h00min. Os bombardeiros de mergulho estadunidenses incapacitaram o convés de voo do Shōkaku com três acertos, mas o navio conseguiu desviar dos torpedos. O Zuikaku ficou escondido por uma pequena rajada de chuva e não foi visto. Por sua vez, os japoneses conseguiram danificar seriamente o Lexington com dois torpedos e duas bombas, também acertando uma bomba no Yorktown. Os acertos de torpedos no Lexington racharam um dos seus tanques de gasolina de aviação, fazendo vazar um vapor que causou enormes explosões que forçaram o a ser deliberadamente afundado.
O Zuikaku sofreu grandes baixas entre seus pilotos e o Shōkaku ficou seriamente danificado, forçando ambos a voltarem para o Japão para reparos e reabastecimento, assim eles não participaram em junho da Batalha de Midway. O Shōkaku foi pego por uma tempestade no caminho de volta e quase emborcou porque sua estabilidade tinha sido comprometida pelo peso da água usada para combater os incêndios causados pelos bombas. Os reparos duraram três meses e ele só foi ficar pronto para retornar no final de agosto.

### Guadalcanal
A invasão estadunidense de Guadalcanal e Tulagi nas Ilhas Salomão em 7 de agosto pegou os japoneses completamente de surpresa. O porta-aviões rápido Ryūjō juntou-se aos navios da Classe Shōkaku na Primeira Divisão de Porta-Aviões no dia seguinte, com eles partindo para Truk em 16 de agosto. A Marinha Imperial, baseada em suas experiências na Batalha de Midway, reforçou o contingente de caças ao custo de torpedeiros; o Shōkaku e o Zuikaku juntos tinham 53 Zeros, 51 D3As, 36 B5Ns e duas aeronaves de reconhecimento Yokosuka D4Y1-C. Um porta-aviões estadunidense foi avistado próximo das Ilhas Salomão no dia 21 e assim a divisão recebeu ordens de passar direto por Truk e continuar navegando para o sul. O Ryūjō foi destacado em 24 de agosto para ir na frente de um comboio de tropas seguindo para Guadalcanal e para atacar a base aérea estadunidense de Campo Henderson se não houvessem porta-aviões por perto. O Shōkaku e o Zuikaku ficaram de prontidão caso navios inimigos fossem avistados.
O Ryūjō e suas escoltas foram avistados e afundados por ataques aéreos naquela manhã, mas o Shōkaku e o Zuikaku só foram ser detectados durante a tarde. Eles lançaram metade de seus bombardeiros de mergulho para atacarem os porta-aviões USS Enterprise e USS Saratoga, enquanto pouco depois conseguiram escapar ilesos de um ataque por dois bombardeiros de mergulho Douglas SBD Dauntless que estava fazendo uma varredura. A maioria dos aviões estadunidenses já estavam no ar naquela altura, seja em patrulha de combate aéreo, retornando de missões de procura ou do ataque ao Ryūjō, assim apenas um pequeno ataque foi lançado em resposta ao avistamento dos japoneses. O Shōkaku e o Zuikaku lançaram uma segunda onda que tinha o resto dos bombardeiros de mergulho uma hora depois da primeira, mas a localização de seus alvos estavam errados e eles não encontraram os inimigos. A primeira onda atacou os estadunidenses, acertando o couraçado USS North Carolina uma vez e o Enterprise três vezes, mas foram dizimados pelo grande número de aeronaves inimigas no ar e pela artilharia antiaérea. Os dois lados recuaram já que não sabiam dos danos infligidos ao outro.

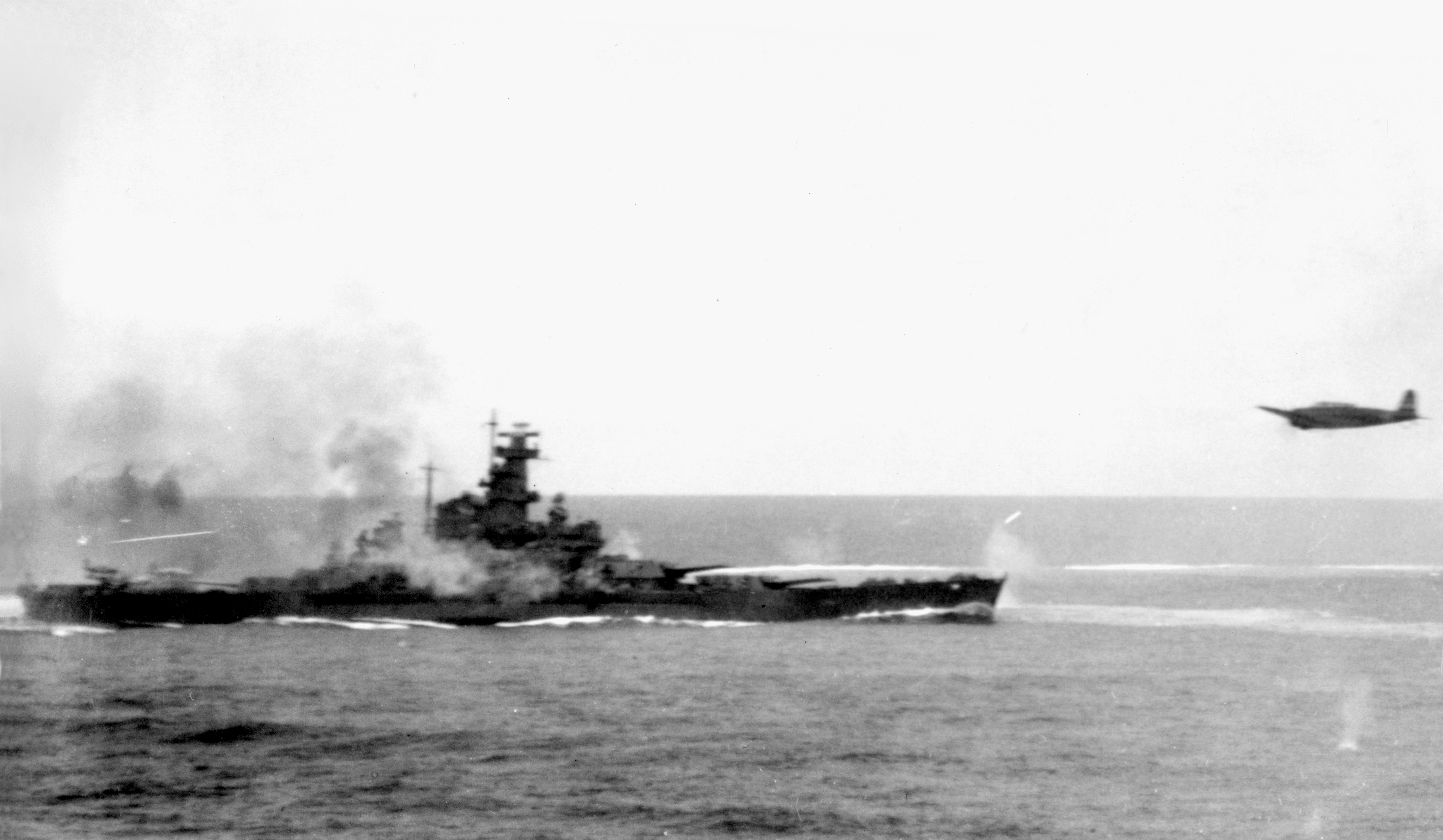
Um B5N do Zuikaku passando ao lado do couraçado durante a Batalha das Ilhas Santa Cruz

A Primeira Divisão, agora com o porta-aviões rápido Zuihō, deixou Truk em 11 de outubro a fim de dar apoio ao Exército Imperial Japonês na captura de Campo Henderson. Nesta altura a Classe Shōkaku estava ao todo com 54 Zeros, 45 D3As e 36 B5Ns. Os japoneses avistaram quatro dias depois um pequeno comboio formado por um rebocador rebocando uma barca de reabastecimento escoltados pelo contratorpedeiro USS Meredith. Aviões do Shōkaku e Zuikaku afundaram este último, mas não atacaram o rebocador.
As forças de porta-aviões japonesa e estadunidense se descobriram na manhã de 26 de outubro e lançaram ataques aéreos. O Shōkaku foi seriamente danificado por seis acertos de bombardeiros de mergulho do USS Hornet, enquanto o Zuikaku novamente não foi detectado por estar escondido por condições climáticas adversas. Os japoneses conseguiram incapacitar o Hornet com dois torpedos e três bombas, com duas aeronaves também batendo no porta-aviões inimigo e danificando-o seriamente. O Enterprise sofreu dois acertos de bombas e um quase acerto, enquanto um B5N bateu de propósito no contratorpedeiro USS Smith, danificando-o seriamente. Outros ataques posteriormente no mesmo dia danificaram o Hornet ainda mais, com ele sendo abandonado e depois afundado pelos contratorpedeiros Makigumo e Akigumo. Os japoneses perderam metade de suas aeronaves junto com seus experientes aviadores. A Primeira Divisão recebeu ordens em 2 de novembro para voltarem para casa para reparos e treinamentos.

### Outras ações

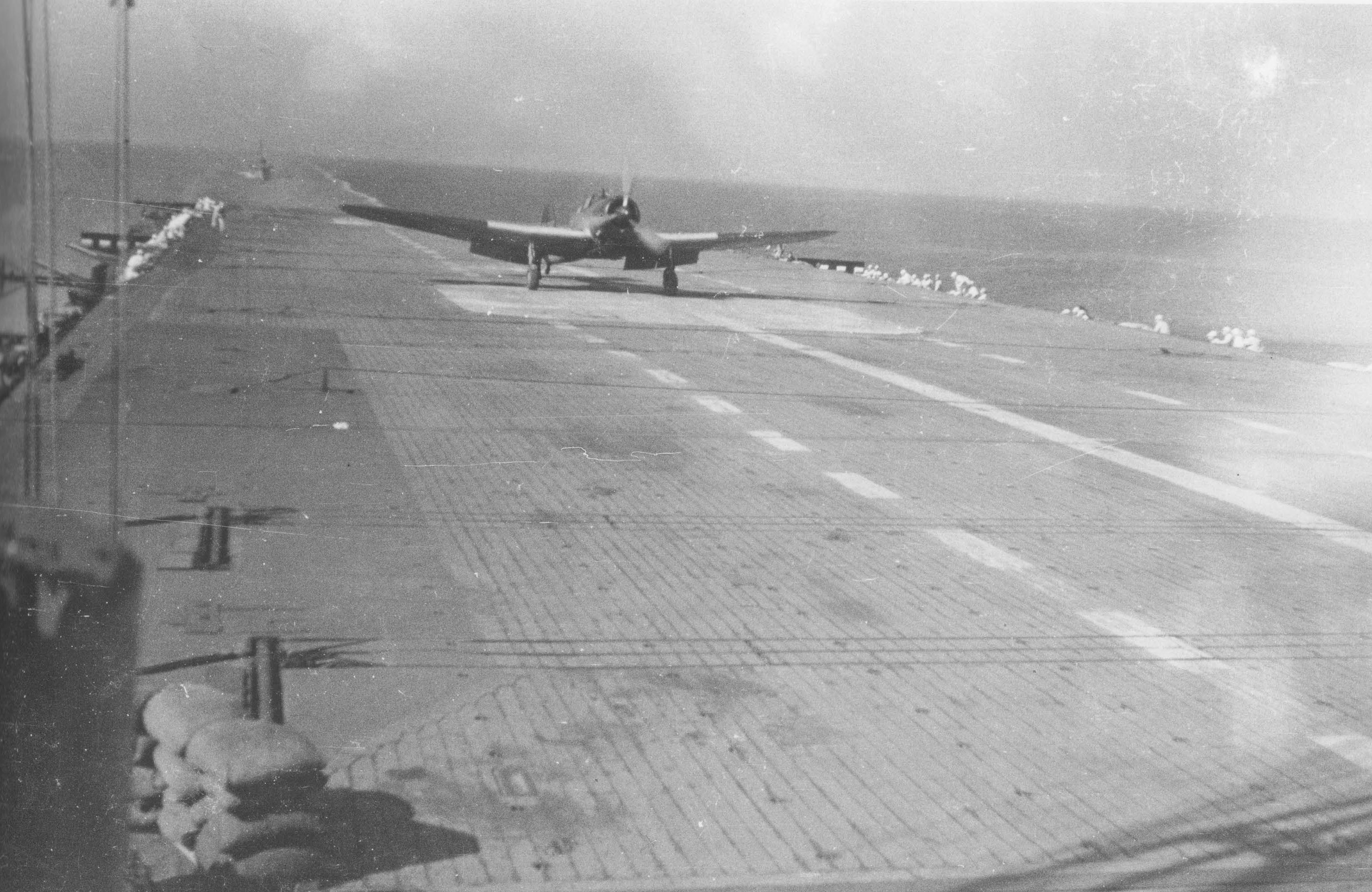
Um B5M pousando no Shōkaku em 18 de março de 1943

Os reparos do Shōkaku só terminaram em março de 1943. O Zuikaku e o Zuihō partiram para Truk em 17 de janeiro com o objetivo de darem suporte para a evacuação dos soldados japoneses em Guadalcanal. Os dois transportaram 47 Zeros de Rabaul para o Campo de Pouso Kahili em Bougainville em 29 de janeiro, incluindo alguns de seus próprios aviões e pilotos. O Zuihō então foi usado para dar cobertura para a evacuação, já o Zuikaku permaneceu em Kure junto com os dois couraçados da Classe Yamato, atuando como uma frota de intimidação que poderia zarpar a qualquer momento em resposta a alguma ameaça estadunidense.
O Shōkaku e Zuikaku foram designados em maio para uma missão de contra-ataque a uma ofensiva estadunidense nas Ilhas Aleutas, mas esta foi cancelada depois da vitória Aliada em Attu em 29 de maio. Foram transferidos para Truk em julho. Boa parte da frota fez uma surtida para Enewetak em 18 de setembro em resposta a um ataque de porta-aviões contra Tarawa, mas não encontraram força estadunidense alguma e assim retornaram para Truk no dia 23. Os japoneses interceptaram comunicações inimigas sugerindo que os Estados Unidos iriam fazer um ataque contra a Ilha Wake, assim o Shōkaku e Zuikaku e grande parte da 1ª Frota Aérea partiram para Enewetak em 17 de outubro a fim de estarem em posição para interceptarem qualquer ataque, mas este nunca aconteceu e todos voltaram para Truk. A maior parte de seus grupos aéreos foram transferidos para Rabaul no início de novembro com o objetivo de fortalecer as defesas locais, bem em tempo para um bombardeio Aliado do porto. As aeronaves pouco fizeram em terra e mais da metade foi destruída, assim retornaram para Truk no dia 13. Os dois navios voltaram para o Japão em dezembro.
Ambos foram transferidos para Singapura em fevereiro de 1944. As divisões de porta-aviões foram reorganizadas em 1º de março, com o novo porta-aviões Taihō substituindo o Zuihō na Primeira Divisão. Eles navegaram para Tawi-Tawi nas Filipinas em meados de maio. Esta nova base era mais próxima dos poços de petróleo em Bornéu, dos quais a Marinha Imperial dependia, e também de Palau e das Ilhas Carolinas, onde os japoneses esperavam que o próximo ataque estadunidense ocorreria. Entretanto, esse novo local não tinha uma pista de pouso onde os pilotos inexperientes poderiam treinar e as atividades de submarinos inimigos confinavam os navios ao ancoradouro.

### Mar das Filipinas
A frota japonesa estava à caminho de Guimaras nas Filipinas em 13 de junho com o objetivo de praticarem operações de porta-aviões em uma área melhor protegida de submarinos, porém no caminho o vice-almirante Jisaburō Ozawa foi informado de um ataque estadunidense nas Ilhas Marianas no dia anterior. A frota reabasteceu ao chegar em seu destino e rapidamente partiu em uma surtida para o Mar das Filipinas, onde avistaram a força estadunidense no dia 18. Nesta altura os navios da Classe Shōkaku tinham a bordo ao todo por 54 Zeros, sessenta bombardeiros de mergulho D4Y e 36 torpedeiros Nakajima B6N. O Shōkaku foi torpedeado três ou quatro vezes pelo submarino USS Cavalla naquela manhã. Isto causou grandes inundações e vários incêndios no hangar, incluindo nas aeronaves. A proa foi afundando e os aviões e munições começaram a escorregar para frente até que uma bomba detonou no hangar. Isto inflamou gazes e vapores de gasolina, causando quatro grandes explosões que arrasaram o navio. O Shōkaku afundou alguns minutos depois, com 1 263 marinheiros morrendo e apenas 570 sobrevivendo ao serem resgatados pelo cruzador rápido Yahagi e alguns contratorpedeiros.
O Taihō também foi afundado na batalha, deixando o Zuikaku para recuperar as poucas aeronaves sobreviventes depois das enormes perdas do dia; apenas 102 aviões restavam nos porta-aviões sobreviventes naquela tarde. A frota então recuou em direção de Okinawa. Os estadunidenses só avistaram os porta-aviões japoneses durante a tarde do dia seguinte, lançando um enorme ataque aéreo que só conseguiu acertar o Zuikaku com uma bomba, causando um incêndio no hangar.

### Golfo de Leyte

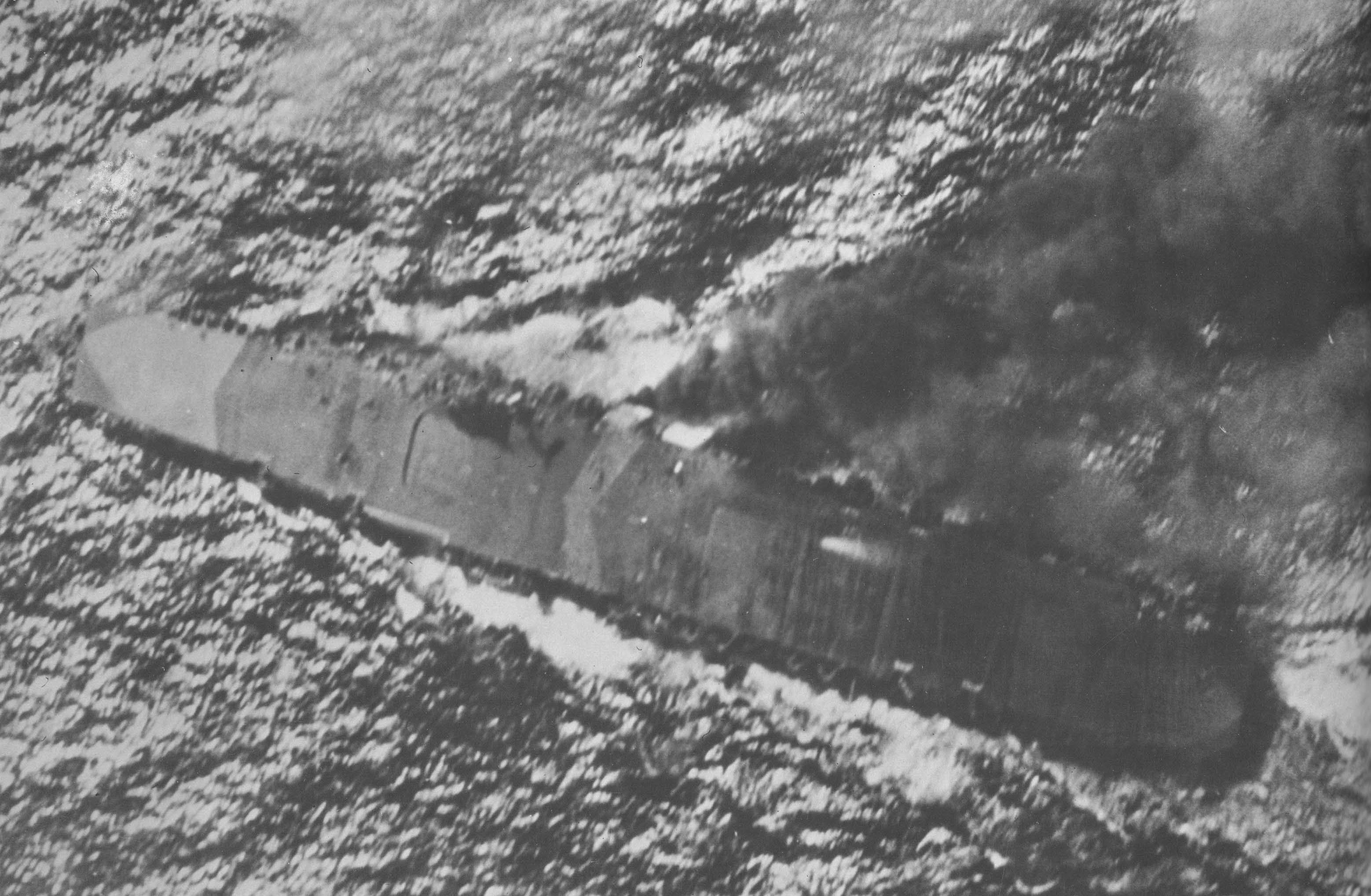
O Zuikaku sob ataques aéreos durante a Batalha do Golfo de Leyte

O Zuikaku se tornou em outubro de 1944 a capitânia da Força Norte para a Operação Shō-Gō 1, o contra-ataque japonês à invasão Aliada de Leyte. O navio tinha a bordo 28 caças Zero, dezesseis caças-bombardeiros Zero, sete D4Ys de reconhecimento e quinze B6Ns. Ele lançou dez caças, dez caças-bombardeiros, seis torpedeiros e duas aeronaves de reconhecimento na manhã de 24 de outubro, sendo esta sua contribuição para um ataque que tinha a intenção de atrair a atenção dos porta-aviões estadunidenses para longe de outras frotas que deveriam destruir as forças de desembarque. Os aviões pouco fizeram porque não conseguiram passar pela patrulha de combate aéreo, com os sobreviventes pousando em Luzon. Os estadunidenses estavam mais preocupados em lidar com as outras forças navais japonesas e se defenderem de ataques aéreos, só localizando a Força Norte no final da tarde. Eles consideraram que era muito tarde do dia para lançar um ataque eficaz, assim os navios foram posicionados ao norte para atacarem no dia seguinte.
Os porta-aviões estadunidenses lançaram seus ataques ao amanhecer do dia 25, com o Zuikaku sendo atingido por três bombas e um torpedo que incendiaram os dois hangares, danificaram o eixo de uma hélice e lhe deixaram com um adernamento de 29,5 graus para bombordo. Os incêndios foram apagados quinze minutos depois e o adernamento reduzido para seis graus por meio de contra inundações. O navio foi praticamente ignorado pela segunda onda de ataque, mas foi o foco da terceira, sendo acertado por mais seis torpedos e quatro bombas. Os hangares foram incendiados novamente e os torpedos causaram enormes inundações que aumentaram o adernamento, com a ordem de abandonar o navio sendo dada. O Zuikaku afundou pela popa, sofrendo 49 oficiais e 794 marinheiros mortos, enquanto 47 oficiais e 815 tripulantes foram resgatados por contratorpedeiros que estavam de escolta.